# FK Shafa Baku
Der FK Shafa Baku (aserbaidschanisch:  Şafa Baki Futbol Klubu) war ein aserbaidschanischer Fußballverein, der 1998 gegründet und in der Saison 2004/05 während der Winterpause vom Spielbetrieb zurückzog.

## Ligazugehörigkeit
- 1998/99 = 11. Platz
- 1999/00 =  07. Platz
- 2000/01 =  04. Platz
- 2001/02 =  02. Platz
- 2002/03 =  0Keine Ausspielung 1
- 2003/04 =  06. Platz
- 2004/05 = 18. Platz

## Europapokalbilanz
| Saison  | Wettbewerb | Runde         | Gegner                | Gesamt | Hin     | Rück    |
| ------- | ---------- | ------------- | --------------------- | ------ | ------- | ------- |
| 2001/02 | UEFA-Pokal | Qualifikation | NK Olimpija Ljubljana | 0:7    | 0:4 (A) | 0:3 (H) |

Gesamtbilanz: 2 Spiele, 2 Niederlagen, 0:7 Tore (Tordifferenz −7)